# Tamara Smart
Tamara Valerie Smart (Barnet, 14 giugno 2005) è un'attrice inglese, Ha fatto il suo debutto nella serie della CBBC Una strega imbranata. Il suo altro lavoro include il rinascita della serie del 2019 di Hai paura del buio? e il film del 2020 Artemis Fowl e Guida per babysitter a caccia di mostri.

## Biografia
Smart è nata nel distretto di Barnet a nord di Londra dai genitori Fiona e Cornelius Smart. Ha una sorella maggiore, Justine. Tamara ha preso lezioni presso i Dance Crazy Studios e la Razzamataz Theatre School Barnet.

## Carriera
Nel 2017, Smart ha debuttato come attrice nel ruolo di Enid Nightshade nella serie della CBBC Una strega imbranata. Nel 2018, ha avuto un ruolo da protagonista nel ruolo di Hailey Hicks nella serie drammatica Hard Sun. Nel 2019, ha interpretato il ruolo di Louise Fulci nel terzo revival della serie antologica per bambini Hai paura del buio?. Nel 2020, Smart è stata scelta per interpretare Juliet Butler nel film d'avventura di fantascienza Artemis Fowl. Sempre nel 2020, Smart ha interpretato un ruolo importante nei panni di Kelly Ferguson nella Commedia e Dark fantasy Guida per babysitter a caccia di mostri. Nel 2022, Smart ha interpretato Jade Wesker nella serie horror d'azione Resident Evil. Ha doppiato il personaggio di Siobhan nel film d'animazione in stop-motion Wendell & Wild.

## Filmografia

### Cinema
- Artemis Fowl, regia di Kenneth Branagh (2020)
- Guida per babysitter a caccia di mostri (A Babysitter's Guide to Monster Hunting), regia di Rachel Talalay (2020)

### Televisione
- Una strega imbranata (The Worst Witch) – serie TV, 43 episodi (2017-2020)
- Hard Sun - serie TV, 3 episodi (2018)
- Hai paura del buio? (Are You Afraid of the Dark?) – serie TV, 3 episodi (2019)
- Resident Evil – serie TV, 8 episodi (2022)

### Doppiatore
- Wendell & Wild, regia di Henry Selick (2022)

## Doppiatrici italiane
Nelle versioni in italiano delle opere in cui ha recitato, Tamara Smart è stata doppiata da:
- Sara Vidale in Artemis Fowl
- Sara Labidi in Guida per babysitter a caccia di mostri

Da doppiatrice è stata sostituita da:
- Lucrezia Roma in Wendell & Wild